# Adrian Diaconu
Adrian Diaconu (Ploiești, 9 de junio de 1978) es un deportista rumano que compitió en boxeo.
Ganó dos medallas en el Campeonato Mundial de Boxeo Aficionado, plata en 1999 y bronce en 1997, y una medalla de bronce en el Campeonato Europeo de Boxeo Aficionado de 1998.
Participó en los Juegos Olímpicos de Sídney 2000, ocupando el quinto lugar en el peso medio.
En marzo de 2001 disputó su primera pelea como profesional. En abril de 2008 conquistó el título internacional del CMB, en la categoría de peso semipesado.
En su carrera profesional tuvo en total 30 combates, con un registro de 27 victorias y 3 derrotas.

## Palmarés internacional
| Campeonato Mundial | Campeonato Mundial       | Campeonato Mundial | Campeonato Mundial |
| Año                | Lugar                    | Medalla            | Categoría          |
| ------------------ | ------------------------ | ------------------ | ------------------ |
| 1997               | Budapest (Hungría)       | Medalla de bronce  | 71 kg              |
| 1999               | Houston (Estados Unidos) | Medalla de plata   | 75 kg              |
| Campeonato Europeo |                          |                    |                    |
| Año                | Lugar                    | Medalla            | Categoría          |
| 1998               | Minsk (Bielorrusia)      | Medalla de bronce  | 71 kg              |

## Récord profesional
| 27 victorias (15 KOs), 3 derrotas |        |                 |      |               |            |                                         |                                                                 |
| Res.                              | Récord | Oponente        | Tipo | Rd., Tiempo   | Fecha      | Localidad                               | Notas                                                           |
| G                                 | 1–0    | Mark Newton     | TKO  | 1 (4), 2:34   | 02/03/2001 | Molson Centre, Montreal                 | Debut profesional de Diaconu.                                   |
| G                                 | 2–0    | Todd Black      | KO   | 1 (4), 0:36   | 05/06/2001 | Pavillon de la Jeunesse, Trois-Rivières |                                                                 |
| G                                 | 3–0    | Eric Olds       | UD   | 4             | 10/07/2001 | Molson Centre, Montreal                 |                                                                 |
| G                                 | 4–0    | Claudio Ortiz   | UD   | 4             | 20/07/2001 | Stade L.P. Gaucher, Saint-Hyacinthe     |                                                                 |
| G                                 | 5–0    | Francis Doiron  | KO   | 1 (6), 1:40   | 30/11/2001 | Molson Centre, Montreal                 |                                                                 |
| G                                 | 7–0    | Ganny Dovidovas | KO   | 3 (8), 1:30   | 31/05/2002 | Polyvalent Hall, Bucarest               |                                                                 |
| G                                 | 6–0    | Melroy Corbin   | UD   | 6             | 31/05/2002 | Hershey Centre, Mississauga             |                                                                 |
| G                                 | 8–0    | Kenny Bowman    | MD   | 6             | 06/09/2002 | Bell Centre, Montreal                   |                                                                 |
| G                                 | 9–0    | Shaun Creegan   | UD   | 8             | 14/12/2002 | Armory, Dorchester                      |                                                                 |
| G                                 | 10–0   | Ron Johnson     | KO   | 1 (8), 1:44   | 28/02/2003 | Aréna Léonard-Grondin, Granby           |                                                                 |
| G                                 | 11–0   | Isidore Janvier | UD   | 8             | 05/04/2003 | Arena Leipzig, Leipzig                  |                                                                 |
| G                                 | 12–0   | Ronald Cobbs    | TKO  | 3 (6), 1:04   | 17/05/2003 | Petersen Events Center, Pittsburgh      |                                                                 |
| G                                 | 13–0   | Tiwon Taylor    | KO   | 2 (8), 1:14   | 22/11/2003 | Bell Centre, Montreal                   |                                                                 |
| G                                 | 14–0   | Rico Cason      | TKO  | 3 (8), 2:45   | 20/12/2003 | Bell Centre, Montreal                   |                                                                 |
| G                                 | 15–0   | Roberto Coelho  | UD   | 10            | 20/03/2004 | Montreal Casino, Montreal               |                                                                 |
| G                                 | 16–0   | Jesse Sanders   | TKO  | 4 (6), 3:00   | 18/03/2005 | Bell Centre, Montreal                   |                                                                 |
| G                                 | 17–0   | James Crawford  | TKO  | 1 (8),        | 12/04/2005 | Galaţi                                  |                                                                 |
| G                                 | 18–0   | Conal MacPhee   | TKO  | 5 (10), 3:00  | 03/05/2005 | Maurice Richard Arena, Montreal         | Ganó el título vacante de peso semipesado de Canadá             |
| G                                 | 19–0   | Conal MacPhee   | TKO  | 2 (10), 2:00  | 16/09/2005 | Bell Centre, Montreal                   | Retuvo el título de peso semipesado de Canadá                   |
| G                                 | 20–0   | Darrin Humphrey | TKO  | 11 (12), 2:56 | 02/12/2005 | Bell Centre, Montreal                   | Ganó el título vacante de peso semipesado internacional del CMB |
| G                                 | 21–0   | Max Heyman      | KO   | 4 (12), 3:00  | 24/03/2006 | Bell Centre, Montreal                   | Ganó los títulos vacantes WBA-NABA y TAB semipesados            |
| G                                 | 22–0   | Andre Thysse    | UD   | 12            | 16/05/2006 | Bell Centre, Montreal                   | Retuvo el título de peso semipesado internacional del CMB       |
| G                                 | 23–0   | Orlando Rivera  | UD   | 10            | 15/09/2006 | Bell Centre, Montreal                   |                                                                 |
| G                                 | 24–0   | Rico Hoye       | TKO  | 3 (12), 0:32  | 09/05/2007 | Studio Mel's, Montreal                  |                                                                 |
| G                                 | 25–0   | Chris Henry     | UD   | 12            | 19/04/2008 | Polyvalent Hall, Bucarest               | Ganó el título interino de peso semipesado del CMB              |
| G                                 | 26–0   | David Whittom   | UD   | 8             | 04/04/2009 | Bell Centre, Montreal                   |                                                                 |
| D                                 | 26–1   | Jean Pascal     | UD   | 12            | 19/05/2009 | Bell Centre, Montreal                   | Perdió el título de peso semipesado del CMB                     |
| D                                 | 26–2   | Jean Pascal     | UD   | 12            | 11/12/2009 | Bell Centre, Montreal                   | Por el título de peso semipesado del CMB                        |
| G                                 | 27–2   | Omar Sheika     | UD   | 10            | 15/10/2010 | Bell Centre, Montreal                   |                                                                 |
| D                                 | 27–3   | Chad Dawson     | UD   | 12            | 21/05/2011 | Bell Centre, Montreal                   |                                                                 |